# Каменный мост (Писек)
Каменный мост (также Старый мост; Олений мост) — средневековый арочный мост через реку Отаву в городе Писек, старейший из сохранившихся до наших дней каменных мостов Чехии. Юдитин мост через Влтаву в Праге был построен несколькими десятилетиями раньше, но его разрушило наводнение 1342 года. Знаменитый же Карлов мост, второй в Чехии, моложе Каменного моста более чем на сто лет.
Каменный мост в Писеке возведён, вероятно, в третьей четверти XIII века при короле Оттокаре II. Для его сооружения воды Отавы отвели во временное русло и построили мост посуху. Легенда гласит, что по окончании строительства из леса, росшего тогда по берегам Отавы, выбежал быстрый олень, ставший первым, кто прошёл по новому мосту. Поэтому его называют иногда Оленьим мостом. Первое письменное упоминание о Каменном мосте относится к 1348 году, когда Карл IV постановил, что все штрафы, собираемые в Писеке, должны направляться на содержание моста. Он стал важным звеном на Золотом пути к Дунаю, по нему доставляли соль на соляной склад в Писеке, снабжавший всю Богемию.
Длина Каменного моста составляет 110 метров, ширина — 6,25 метра. Мост стоит на шести опорах, шесть из семи арочных пролётов имеют длину от 7 до 8 метров, седьмая же арка у левого берега была увеличена до 13 метров в XVIII веке для возможности лесосплава плотами. Раньше Каменный мост с двух сторон охранялся мостовыми башнями; одна из них была обрушена наводнением 1768 года, вторую же снесли в 1825 году как мешающую движению по мосту. Фрагменты этих башен, поднятые со дна Отавы, выставлены сейчас на левом берегу.
В 1994 году мост подвергся реконструкции и укреплению, став пешеходным. В 1997 году, подобно Карлову мосту, его украсили копии барочных скульптур XVIII века, выполненные из песчаника. Здесь можно увидеть распятие, статуи Девы Марии, Святой Анны, Марии Магдалины, Иоанна Богослова, Антония Падуанского и Яна Непомуцкого с двумя ангелами.
Во время крупнейшего за пятьсот лет наводнения в августе 2002 года вода с моста сорвала статую ангела и большую часть каменных перил. В пиковый момент вода достигала 2 метров над поверхностью моста, и на месте моста можно было увидеть только крест с Христом и части статуй. Мост пережил наводнение без серьезных повреждений, главным образом потому, что в 1990-х годах он был закреплен на скальном основании и реконструирован. Через 2 дня после наводнения его оборудовали временными деревянными перилами и вновь открыли для пешеходов. Мост был быстро отремонтирован благодаря общественному сбору средств, начавшемуся стихийно после наводнения. Унесённые части были выловлены из реки и установлены заново, также была найдена большая часть исторических камней из перил, однако мост понёс ущерб в виде необратимой утраты статуи ангела, которую с 2004 года заменили новой копией. В ходе последующей реконструкции Каменный мост был технологически защищен от дальнейших наводнений — его дополнительно укрепили сваями и скрепили железобетонными стержнями. Под каменным покрытием была уложена бетонная подушка.
Хотя крест с изображением Христа пережил наводнение 2002 года, ураган Кирилл разбил его и унёс в Отаву зимой 2007 года. Водолазам удалось обнаружить крест с 80-килограммовой оловянной статуей в мутной воде в шестидесяти метрах от моста и вытащить его совместно с пожарными. Статуя Христа практически не повреждена, появились только царапины от трения о дно. Терновый венец считался утерянным, но был обнаружен 4 февраля 2007 года.